# 安东专区
安东专区，中华人民共和国辽宁省已撤销的行政区，在今辽宁省东部。1955年置，专员公署驻安东市（今丹东市）。辖原由辽宁省直辖的安东、凤城、岫岩、宽甸、庄河、桓仁6县。
1958年，撤销安东专区，将安东、岫岩、宽甸、凤城4县划归安东市；桓仁县划归本溪市；庄河县划归旅大市。